# Meriem Bouderbala
Meriem Bouderbala (arabe : مريم بودربالة), née le 30 mai 1960 à Tunis, est une plasticienne tunisienne.

## Biographie

### Formation
Meriem Bouderbala entre à l'École des beaux-arts d'Aix-en-Provence en 1980 et en sort diplômée en gravure et peinture en 1985.
Elle étudie ensuite dans le département de gravure du Chelsea College of Art and Design à Londres.

### Processus créatif
Meriem Bouderbala utilise différents moyens de création pour produire ses œuvres. Elle utilise la peinture sur divers supports (toile, papier, verre et tissu), la céramique, la photographie et le collage pour matérialiser un questionnement critique autour de l'orientalisme,, : 

« Ma double origine et ma double culture française et tunisienne ont toujours influencé mon travail de plasticienne. L'une et l'autre ont suscité les gestes, les repentirs, les décisions qui ont entraîné mes œuvres vers un « devenir minoritaire ». »

Elle est aussi scénographe et metteur en scène de pièces de théâtre comme Ubu en Palestine présentée à Ramallah en 2002. 

## Expositions
Meriem Bouderbala a participé à plus de vingt expositions. Elle a exposé dans quatre expositions personnelles et dix expositions collectives. Meriem Bouderbala a également participé à trois foires d'art et trois biennales.

### Expositions personnelles
- 1986 : Galerie Lola Gassin, Nice, France[6]
- 1988 : Galerie Lola Gassin, Nice, France[6]
- 1989 : Galerie Lola Gassin, Nice, France[6]
- 1993 : Galerie Lola Gassin, Nice, France[6]

### Expositions de groupes
- 1994 : Autour de la Méditerranée - Vivien Isnard, Patrick Lanneau, Serge Plagnol, Meriem Bouderbala, Galerie Lola Gassin, Cannes, France
- 2013 : Halim Al Karim, Meriem Bouderbala, Lucien Clergue et Françoise Huguier, Galerie Patrice Trigano, Paris, France[6]
- 2016 : Yesterday is Tomorrow's Memory, Galerie El Marsa, Dubaï, Émirats arabes unis[6]
- 2017 : E-Mois, Musée d'Art contemporain africain Al-Maaden, Marrakech, Maroc[6]
- 2017 : E-Mois - Autobiography of a Collection, Fondation Alliances, Casablanca, Maroc[6]
- 2018 : Un œil ouvert sur le monde, Institut du monde arabe, Paris, France[6]

### Bienniales
- 2008 : Biennale méditerranéenne des arts, Tunis, Tunisie[6]
- 2010 : Bienne internationale du Caire, Gizeh, Égypte[6]
- 2014 : Dak'Art, Dakar, Sénégal[6]

### Foires d'art
- 2013 : Art Dubai (en), Dubaï, Émirats arabes unis[6]
- 2015 : Art Paris, Paris, France[6]
- 2019 : Art Paris, Paris, France[6]

### Galeries
- Galerie El Marsa, La Marsa[6]
- Galerie Le Violon bleu, Sidi Bou Saïd[6]

## Commissariat
Meriem Bouderbala est la commissaire du Printemps des Arts de Tunis organisé au palais Abdellia à La Marsa en 2012 et qui est attaqué par des extrémistes religieux sans recevoir de soutien de la part du gouvernement,,. L'une de ses œuvres se retrouve parmi d'autres créations exposées dans cette exposition collective au cœur de la polémique.

## Distinctions
- 1998 : Lauréate du Prix Fondation Ricard[3]
- 1999 : Prix du Centenaire de Michelin[3]
- 2010 : Chevalier de l'ordre des Arts et des Lettres[3]
- 2015 : Officier de l'ordre des Arts et des Lettres[11]